# Det stundande upproret
Det stundande upproret 
är ett franskt anarkokommunistiskt verk som framlägger hypotesen om den stundande kollapsen av den kapitalistiska kulturen. Boken är författad av Den osynliga kommittén, en anonym grupp som den franska polisen hävdar har sitt ursprung i gruppen Tarnac Nine. Boken publicerades ursprungligen 2007 hos det franska företaget La Fabrique, och kom ut i svensk översättning 2010 på Pluribus, med förord av Bo Cavefors. En av de påstådda författarna till boken Julien Coupat som var en av de nio som greps i Tarnac 2008 misstänkta för terrorism. 
En av åtalspunkterna gällde författandet av Det stundande upproret. Han satt häktad i 6 månader.
2011 sattes Det stundande upproret upp som pjäs på Turteatern i Kärrtorp, i regi av Erik Holmström.

## Sammanfattning
Boken är uppdelad i två delar. Den första delen försöker sig på en fullständig diagnos av den moderna kapitalistiska civilisationen, genom att gå igenom vad Den Osynliga Kommitteén identifierar som de "sju cirklarna" (motsvarade av sju kapitel) av alienation: jaget, de sociala relationerna, arbete, ekonomin, urbanitet, miljön och slutligen civilisationen. Den senare delen av boken är en manual för revolutionär kamp baserad på uppbyggandet av affinitets-grupper, organiserade i ett underjordiskt nätverk som formerar sin styrka utanför den vanliga politiska diskursen, och attackerar i krissituationer - politiska, sociala, miljörelaterade - för att arbeta för den antikapitalistiska revolutionen. 
"Utgångspunkten för Det Stundande Upproret är revolten, från vardagens mikronivå till storskaliga masskonfrontationer. Bakom vår tids konflikter, kravaller och upplopp upptäcks en dold värld av nya relationer, gemenskaper och förhållanden som ger upproret kraft"

## Intellektuella influenser
Ett fåtal personer från Tarnac Nine var involverade i produktionen av Tiqqun, en fransk radikal filosofipublikation som trycktes 1999-2001. Tiqqun var tydligt placerad i den radikala franska traditionen där Michel Foucault, Georges Bataille, den Situationistiska Internationalen och Deleuze och Guattari är viktiga. Analysen av den kapitalistiska civilisationen är tydligt influerad av Foucault och Agambens tankar kring biomakt, Guy Debords skådespelssamhälle, samt Negris imperium. Den revolutionära strategin som framläggs i den senare delen av boken påminner om den som förespråkas av många autonoma marxister såsom Antonio Negri och Jacques Camatte.